# Avenue Beaucour
Pour les articles homonymes, voir Beaucour.
L’avenue Beaucour est une voie en impasse du 8e arrondissement de Paris.

## Situation et accès
Elle s'ouvre au 248, rue du Faubourg-Saint-Honoré. Une plaque à l'entrée la qualifie de « voie privée ».

## Origine du nom
Cette voie porte le nom du propriétaire des terrains sur lesquels cette voie a été créée, monsieur Beaucour.

## Historique
L'avenue Beaucour a été créée vers 1825 sous la dénomination d’« impasse Beaucour », du nom du propriétaire des terrains sur lesquels elle fut percée. Elle fut ouverte à la circulation publique en 1959.

« L'histoire de cette petite ruelle discrète, secrète, mystérieuse, pompeusement baptisée “avenue” fut à son image. Sa situation entre l'opulente avenue Hoche et la rue Daru, l'une des plus anciennes voies du quartier, tissa au fil des ans un réseau de venelles, de passages, de cours, de caves, de boyaux reliant les différents immeubles du quartier tant par des souterrains que des sentes partiellement murées ou occultées. Cela facilita le maintien d'une circulation propice aux commerces occultes ou amoureux, aux petits trafics en tous genres. L'avenue abrita les amours discrètes de gens célèbres, servit de garçonnière à quelques grands de ce monde qui se prêtaient les clés, elle fut la résidence d'automne d'une grande coquette tombée dans le besoin avant de sombrer dans la débine. »

Le côté des numéros pairs est bordé par le mur arrière des hôtels et des immeubles de l'avenue Hoche qui comportaient autrefois sur l'avenue Beaucour des accès secondaires, réservés au service. Ces accès sont aujourd'hui murés.

## Bâtiments remarquables et lieux de mémoire
- No 7 : immeuble en forme de « U » construit en 1892 par l'architecte suisse Henri Fivaz.
- Nos 9 et 11 : anciennes maisons faubouriennes, rénovées par Emmaüs pour servir de résidences pour jeunes travailleurs. Après la Première Guerre mondiale, le romancier Gustave Le Rouge (1867-1938) vécut quelque temps à cette adresse où lui rendit visite le poète Blaise Cendrars.
- Nos 15-15 bis : immeuble moderne dont la façade arrière donne sur les 14 et 14 bis, rue Daru.
- No 17 bis : Pierre Baragnon, (1830-1904), journaliste et homme politique y est mort le 18 décembre 1904.
- No 17 ter : en décembre 1922, Georges Simenon fut embauché comme garçon de courses à la Ligue des chefs de section et des anciens combattants, présidée par le journaliste et écrivain Jean Gustave Binet dit Binet-Valmer, et qui était installée à cette adresse. Aujourd'hui bibliothèque Courcelles.